# Xarxa de carreteres d'Espanya

Mapa del territori d'Espanya amb les vies de dobla calçada, dividides en autopistes de peatge, vies estatals o autonòmiques

La xarxa de carreteres d'Espanya es compon del conjunt de carreteres que discorren per tot el territori espanyol, ja siguin de titularitat estatal, autonòmica, provincial o local.

## Història
Durant la Dictadura de Primo de Rivera (1923-1930) es va emprendre la construcció de la xarxa de carreteres per al tràfic motoritzat; durant aquests anys el règim construí —o millorà— uns 7.000 kilòmetres de carreteres, amb l'epicentre a Madrid. Amb la caiguda del règim de Primo de Rivera, la xarxa espanyola de carretera era una de les millors d'Europa, portant-la a un profund estancament la guerra civil i la posterior depressió econòmica.
El transport de mercaderies per carretera ha sigut especialment predominant respecte a la resta de la Unió Europea. Açò és causat pel model de creixement econòmic de l'estat espanyol. En els anys quaranta del segle xx, la Llei de coordinació del transport per carrera i l'Ordenació del transport per carretera de 1947 definien el ferrocarril com el transport principal de mercaderies i la carretera com un mitjà de transport complementari. L'aplicació va ser totalment ineficaç. El sector del transport de mercaderies per carretera competia pràcticament sense restriccions quantitatives ni qualitatives contra el ferrocarril durant els anys quaranta i cinquanta, sent protagonitzat per empresaris autònoms amb vehicle propi. La indústria aquesta es caracteritzava per autopatrons i empreses molt competitives i flexibles amb baixa capacitació professional i un escàs de control del compliment de les normes tècniques i de seguretat del vehicle.
Des del 1967 fins al 2010 l'Administració General de l'Estat adjudicà trenta-tres trams d'autopistes a empreses concessionàries. Abans de l'etapa democràtica postfranquista, s'hi van concedir quinze (quasi el 50% de les autopistes de peatge nacionals). Amb el pas al nou règim polític, inicialment es va virar la política per l'alliberament però les restriccions pressupostàries establertes per la Unió Europea implicaren es tornara al sistema del peatge.
La participació privada en les carreteres espanyoles ha seguit un procés progressiu. La llei que regula l'explotació per part de les empreses concessionàries és la Llei 8/1972, que va ser modificada el 1996 i el 1997. El 1984 s'autoritzà la creació de la Societat Empresa Nacional d'Autopistes, S.A. (ENAUSA), un organisme estatal que coordinara i desenvolupara la gestió i política de les autopistes. El Reial Decret 657/1986 establí una Delegació del Govern en les Societats Concessionàries d'Autopistes Nacionals de Peatge com un òrgan per les relacions entre l'administració estatal i la societat concessionària.
La situació de la xarxa espanyola de carreteres el 1999 era d'un total de 163.000 km, de les quals: el 14% (24.000 km) eren la xarxa estatal, 490.000 km eren de les xarxes municipals, 69.000 km eren de les xarxes provincials i insulars i 70.500 km eren de les xarxes autonòmiques.
Entre el 1995 i el 1998 augmentà de manera moderada la quantitat de vies de gran capacitat (autovies i autopistes) en detriment de les altres, autonòmiques i locals.

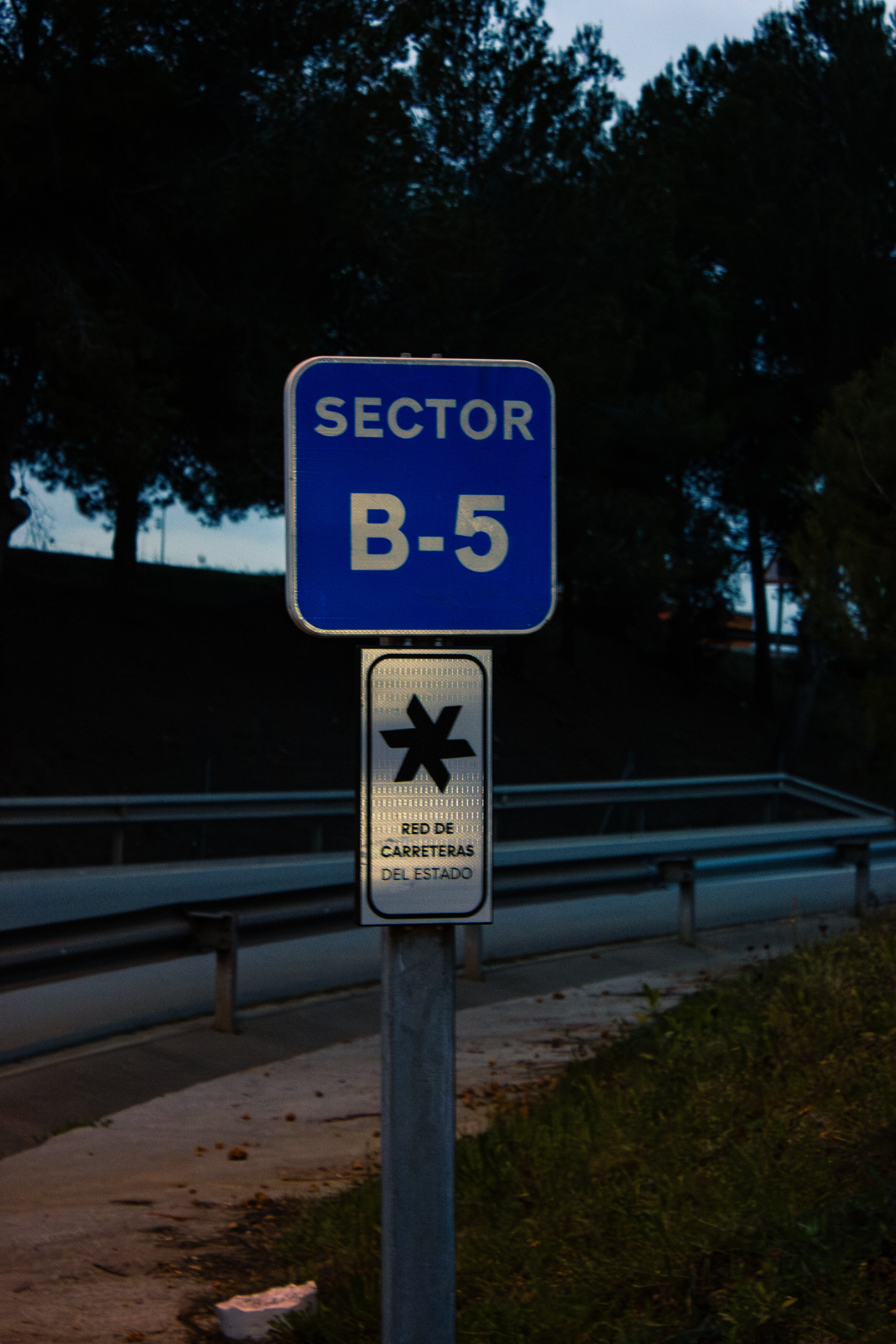
Un senyal amb el logotip de la xarxa de carreteres de l'estat espanyol.

El 2003 va aprovar-se la Llei 13/2003, de 23 de maig, reguladora del Contracte de Concessió d'Obres Públiques, amb la qual es donava per primera vegada una regulació completa de la concessió. Amb el govern del PSOE el 2006 es frenà la concessió. Poc després va ser aprovada la Llei 30/2007, de 30 d'octubre, de Contractes del Sector Públic que derogava l'anterior mantenint gran part dels continguts.